# Padang
Padang város Indonézia területén, Szumátra tengerpartján, az Egyenlítő közelében, a Nyugat-Szumátra tartomány székhelye. Lakosainak száma 923 000 fő volt 2013-ban.
Gazdaságának fő ágazatai az ipar, kereskedelem és a szolgáltatási szektor. Cement- és gumigyártása kiemelkedő.  A 16. század óta kereskedelmi központ.
A várost többször sújtotta cunami és földrengés, legutóbb 2009-ben. 
A közeli Batu-, Mentawai-szigetek a szörfösök kedvelt helyei. 

## Fordítás
Ez a szócikk részben vagy egészben  a   Padang című angol Wikipédia-szócikk fordításán alapul.  Az eredeti cikk szerkesztőit annak laptörténete sorolja fel. Ez a jelzés csupán a megfogalmazás eredetét és a szerzői jogokat jelzi, nem szolgál a cikkben szereplő információk forrásmegjelöléseként.